# وانسي
وانسي (تُلفظ بالألمانية: [ ˈvanˌzeː ]  ( سماع))أو فانزيه باللغة الألمانية هي منطقة محلية تقع في الجنوب الغربي من برلين في ألمانيا. وتقع تحديدًا في أقصى غرب برلين، يوجد فيها بحيرتان هما وانسي الكبرى ووانسي الصغرى، تقعان على نهر هافيل ويفصل بينهما جسر وانسي. تغطي أكبر البحيرتين مساحة 2.7 كـم2 (1.0 ميل2) ويبلغ أقصى عمق لها 9 م (30 قدم).

## الجغرافيا

### نظرة عامة
تقع وانسي عند الحافة الغربية لبرلين، ويربطها جسر جلينيك بمدينة بوتسدام. ومنذ عام 1990، أصبحت القصور والمتنزهات الموجودة فيها جزءًا من قصور ومتنزهات بوتسدام وبرلين واعتبرتها اليونسكو موقع تراث عالمي.
تتمحور المنطقة حول القرية القديمة، المعروف وجودها منذ عام 1299. وتضم هذه المنطقة أيضًا مناطق «كولهاسنبروك»، التي سميت على اسم رواية 1811 مايكل كولهاس بقلم هاينريش فون كلايست و«شتاينستوكين»، وقد اشتهرت في أيام الحرب الباردة بأنها منطقة صغيرة معزولة من برلين الغربية داخلألمانيا الشرقية.
وتشتهر بحيرة وانسي بكونها المكان الأول للاستحمام والاستجمام في غرب برلين، وخاصة منذ عام 1951 وقد بني «ستراندباد وانسي»، في الهواء الطلق مع أحد أطول الشواطئ الداخلية في أوروبا ومنطقة مذهب العري الشهيرة.

### التقسيم
تقسم وانسي إلى 5 مناطق هي:
- أنا ساندويردر
- هيكشورن
- كولهاسنبروك
- شتاينستوكين
- ستولبي

## التاريخ
بدأ تاريخ وانسي كضاحية جذابة في برلين عندما أمر فريدريك ويليام، ناخب براندنبورغ ببناء نزل للصيد. بقيت هذه القلعة والنزل معقلا للصيد لأجيال، وأعيد بناؤها وتوسيعها عدة مرات. وهي تضم اليوم معهدًا للتربية الاجتماعية.
في عام 1793، استحوذ ملكبروسيا فريدريك ويليام الثاني ملك بروسيا، على جزيرة الطواويس وهي هي جزيرة تقع في نهر هافل قرب بحيرة فانزيه في برلين، وبنى قلعة لنفسه ولعشيقته في 1794-1797. وقد اعتبرتهما اليونسكو جزءا من التراث العالمي.
أنشى موقع «نيكولسكوي»، المكون من كنيسة وكوخ ومدرسة ومقبرة، من عام 1813 إلى عام 1837 بناءً على اقتراح من الإمبراطورة الروسية الكسندرا فيودوروفنا، تم دفن شقيقها الأمير كارل في الكنيسة بعد وفاته. تحظى الكنيسة اليوم بشعبية خاصة لحفلات الزفاف. وأنشى ثاني أقدم نادي لليخوت في ألمانيا، في أكتوبر 1867 على كوخ خشبي صغير بجوار نهر هافيل.
و في عام 1928، أنشئ ميدان رماية كبير في غابات دوبيل بالقرب من حدود مدينة برلين. كان موقعا للرماية في الألعاب الأولمبية الصيفية لعام 1936.
في 20 يناير 1942، التقى كبار المسؤولين النازيين في وانسي (1914-1915) لضمان تعاون المنظمات الحكومية الرئيسية في الحل النهائي لـــ «المسألة اليهودية»: الحدث، الذي ترأسه رينهارد هايدريش وأداره أدولف أيشمان، أصبح معروفًا منذ ذلك الحين باسم مؤتمر وانسي. اليوم، يتعبر المبنى مركز تذكاري وتعليمي.

## النقل
يتم تقديم النقل، في محطة قطار برلين بواسطة خطوط Berlin S-Bahn S1 وهي أيضًا محطة لبعض قطارات المسافات الطويلة بالإضافة إلى القطارات الإقليمية.

## التعليم
توجد المدرسة اليابانية الدولية في برلين، في وانسي.

## مشاهير
- فيليب فرانك رسام
- جوتز جورج، ممثل، عاش طفولته في وانسي
- أوتو إريك هارتلبن، كاتب
- ماكس ليبرمان، رسام
- آرثر شيربيوس، مخترع، عاش من 1924 إلى 1929 في وانسي
- هيرمان فون سيمنز (1885-1986)، رجل أعمال

## روابط خارجية
- التقرير الرسمي لدورة الألعاب الأولمبية الصيفية لعام 1936. المجلد 2. ص 817–36.
- معرض خاص - مناطق الفلل السكنية في وانسي، 1870-1945

## Geografie

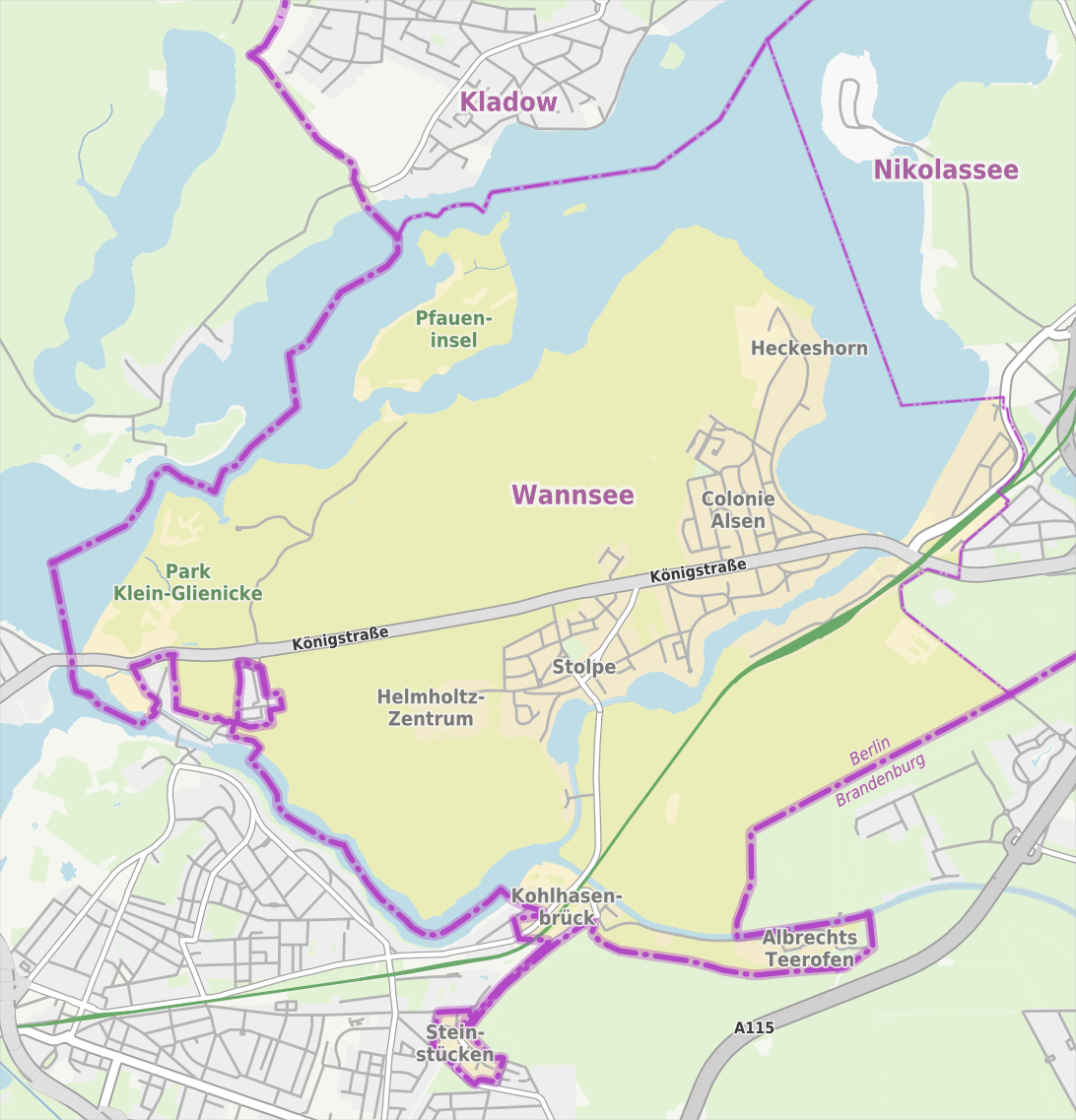
خريطة عامة لبحيرة وانسي مع المواقع

### الموقع
تعد بحيرة فانزيه النقطة الأكثر غربًا في منطقة شتيجليتز-تسيليندورف وبالتالي غربي برلين.
تحيط المنطقة من الشمال والغرب بحيرة هافل ، ومن الشرق بحيرة فانزيه الكبرى ، ومن الجنوب سلسلة من البحيرات تسمى بحيرة جريبنيتسزيه و بحيرة جريبنيتس . قناة جريبنيتس مع بحيرتها الأكثر شهرة، كلاينر فانسزيه ، تربط بحيرة جريبنيتس مع بحيرة جريبنيتس، والتي ترتبط بقناة تيلتوف في الشرق. الجزء الغربي من بحيرة Griebnitzsee متصل بـ Havel عبر بحيرة Glienicker ، تقريبًا على مستوى جسر Glienicker. تسيطر بحيرة يونجفيرنزيه على منطقة هافل الواقعة غرب بحيرة وانسي، والتي تمتد إلى الشمال الغربي.
اليوم، يمر الطريق السريع الفيدرالي رقم 1 الممتد من الشرق إلى الغرب عبر بحيرة فانزيه، وهناك يقع مركز سكاني حالي.
تُغطى بحيرة فانزيه بالغابات في الشمال والغرب، والتي تشكل في الأساس منطقة محمية الطيور التابعة للاتحاد الأوروبي، غابة دوبلير الغربية .

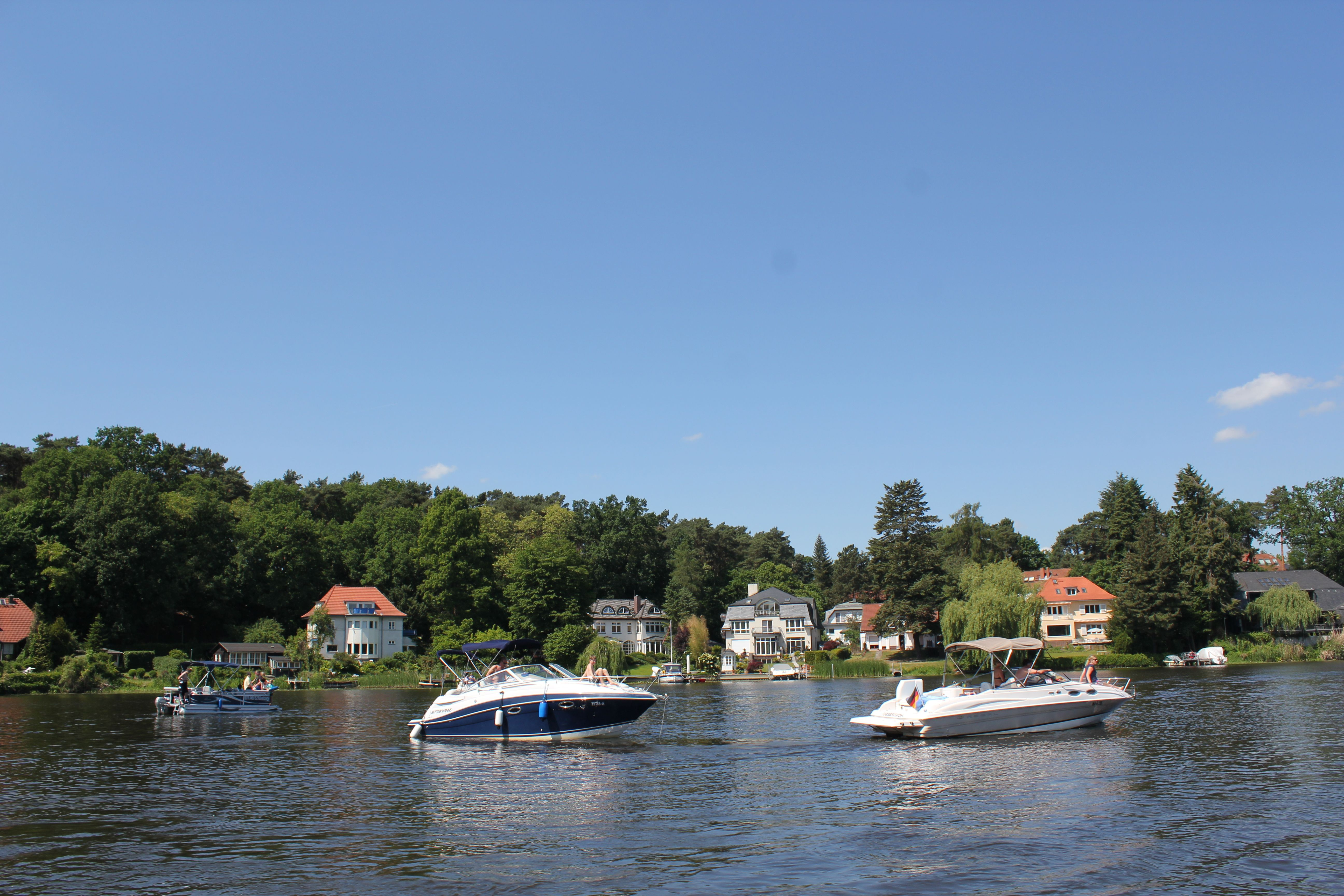
بحيرة شتولبشنزيه